# Federación Internacional de Artes Marciales Mixtas
La Federación Internacional de Artes Marciales Mixtas (en inglés: International Mixed Martial Arts Federation), conocida por las siglas IMMAF, es el organismo rector internacional de las artes marciales mixtas (MMA) a nivel amateur. Fundada el 29 de febrero de 2012, la IMMAF promueve el desarrollo de la seguridad deportiva ayudando a los países a formar federaciones.
El presidente actual de la IMMAF es Kerrith Brown.

## Reglas
Lo mismo de las Reglas Unificadas de MMA más:
- Golpes con el codo y el antebrazo de cualquier tipo
- Gancho de talón
- Twisters/sentarse a través del crucifijo y/o cualquier sumisión que se considere aplicar presión a la columna vertebral
- Rodillas a la cabeza en cualquier punto
- Competiciones sub-18: cualquier ataque (patadas, puñetazos, codazos, rodillazos) a la cabeza.

## Miembros

### África
- Angola - Associação Provincial de MMA de Luanda
- Argelia - Algerian Federation of Kickboxing, MMA & Similar Sports
- Camerún - National League Mixed Martial Arts Cameroon (NLMMAC)
- Costa de Marfil - Federation Ivoirienne D Arts Martiaux Mixtes
- República Democrática del Congo - Democratic Republic of Congo MMA Federation (DRCMMAF)
- Egipto - The Egyptian MMA Committee
- Ghana - Ghana Mixed Martial Arts Federation (GHAMMAF)
- Guinea - Guinean Federation of Krav-Maga and Associated Disciplines (MMA)
- Marruecos - Fédération Royale Marocaine Du Sport de Combat Libre Et Mixte (FRMSCLM)
- Mauricio - Mixed Martial Arts Federation Mauritius
- Namibia - Namibian MMA Federation
- Nigeria - Nigerian Mixed Martial Arts Federation
- Senegal - MMA Senegal
- Seychelles - The Seychelles Mixed Martial Arts Association
- Sudáfrica - Mixed Martial Arts South Africa (MMASA)
- Túnez - Tunisian Mixed Martial Arts Federation
- Zambia - Mixed Martial Arts Zambia
- Zimbabue - Mixed Martial Arts Association (ZMMMA)

### América
- Argentina - Asociación Argentina de Artes Marciales Mixtas y Deportes de Combate
- Aruba - Millard Academy
- Bahamas - Empire Mixed Martial Arts Bahamas
- Barbados - Barbados Mixed Martial Arts Federation (BMMAF)
- Belice - MMA Federation of Belize
- Bolivia - MMA Federation of Belize
- Brasil - Comissão Atlética Brasileira de MMA (CABMMA)
- Canadá - Canadian Combat Alliance
- Colombia - Asociación Colombiana de Artes Marciales Mixtas (OCAMM)
- Costa Rica - Federación de Artes Marciales Mixtas
- Ecuador - Federación Ecuatoriana de Artes Marciales Mixtas
- El Salvador - Federación Salvadoreña de Kickboxing & MMA
- Estados Unidos - USA Mixed Martial Arts Federation
- Granada - Grenada mixed martial arts federation
- Guatemala - Asociación Guatemalteca de Artes Marciales Mixtas
- Guyana - Guyana Mixed Martials Federation
- Jamaica - MMA Jamaica Sports Federation
- México - Federación de Artes Marciales Mixtas Equidad y Juego Limpio (FAMM-EJP)
- Panamá - Asociación Nacional de Artes Marciales Mixtas
- Paraguay - Federación Paraguaya de Kick Boxing Muay Thai & MMA
- Puerto Rico - Federación Independiente de Artes Marciales Mixtas de Puerto Rico (FIAMMPR)
- República Dominicana - Federation Dominicana de Artes Marciale Mixtas
- Santa Lucia - St Lucia Mixed Martial Arts Federation
- Trinidad y Tobago - Trinidad and Tobago Mixed Martial Arts Federation (TNT MMAF)
- Uruguay - Asociación Uruguaya de Artes Marciales Mixtas Amateur y Profesional
- Venezuela - Federación Venezolana de Artes Marciales Mixtas (FEVAMM)

### Asia
- Afganistán - Afghanistan MMA Federation (AMMAF)
- Arabia Saudita - Saudi Mixed Martial Arts Federation
- Baréin - Bahrain Mixed Martial Arts Federation
- China - MMA Department Of Chinese Boxing Federation
- Corea del Sur - Under Review
- Emiratos Árabes Unidos - UAE Jiu-Jitsu and Mixed Martial Arts Federation
- Filipinas - Philippines Mixed Martial Arts Federation
- Hong Kong - Hong Kong MMA Federation Ltd
- India - MMA India
- Indonesia - Indonesia Committee for Martial Art Sports / Komite Olahraga Beladiri Indonesia – KOBI
- Irán - Iranian MMA Federation (IRMMAF)
- Irak - Iraqi Mixed Martial Arts Federation (IQMMAF)
- Japón - Japan MMA Federation JMMAF
- Jordania - Jordan Mixed Martial Arts Federation
- Kazajistán - Kazakh National Public Union of Mixed Martial Arts (MMA) Federation
- Kirguistán - Republic Of Kyrgyzstan Federation Of MMA And Pankration
- Kuwait - MMA Kuwait Association
- Libano - Lebanese MMA Federation
- Malasia - Malaysia Mixed Martial Arts Association (MASMMAA)
- Mongolia - Mongolian Mixed Martial Arts Federation
- Nepal - Nepal National Martial Art Games Confederation
- Pakistán - Mixed Martial Arts Pakistan (PAKMMA)
- Singapur - Under Review
- Sri Lanka - Mixed Martial Arts Federation Sri Lanka
- Tailandia - Thai Mixed Martial Arts Federation (TMMAF)
- Taiwán - Chinese Taipei Mixed Martial Arts Association
- Tayikistán - Federation Of Mixed Martial Arts Of The Republic Of Tajikistan
- Uzbekistán - Uzbekistan MMA Association
- Vietnam - Vietnam MMA Federation

### Europa
- Albania - Albanian Free Fighting Federation
- Alemania - German Mixed Martial Arts Federation (GEMMAF)
- Armenia - MMA Federation of Armenia
- Austria - Austrian Mixed Martial Arts Federation
- Azerbaiyán - Azerbaijan Mixed Martial Arts Federation
- Bélgica - Belgian Mixed Martial Arts Federation
- Bielorrusia - Federation of Hand-to-Hand Fighting & MMA of Belarus
- Bulgaria - Bulgarian Mixed Martial Arts Federation (BULMMAF)
- Croacia - Croatian Mixed Martial Arts Union (HMMAU)
- Chipre - Cyprus Mixed Martial Arts Federation (CMMAF)
- Dinamarca - Danish Mixed Martial Arts Federation
- Escocia - Mixed Martial Arts Federation Of Scotland
- Eslovaquia - Slovakian MMA Association
- Eslovenia - Slovenia MMA Federation
- España - Federación Española de Lucha Olímpica y Disciplinas Asociadas (FELUCHA-IMMAF)
- Estonia - Estonian Mixed Martial Arts Federation
- Finlandia - Finnish Mixed Martial Arts Federation / Suomen Vapaaotteluliitto ry
- Francia - French Mixée Martial arts Federation (FFMMA)
- Gales - Mixed Martial Arts Cymru
- Georgia - National Federation of Universal Martial Arts
- Grecia - Panhellenic MMA Federation
- Hungría - Hungarian MMA Federation (HMMAF)
- Inglaterra - England Mixed Martial Arts Association
- Islandia - Iceland MMA Federation
- Irlanda - Irish Mixed Martial Arts Association (IMMAA)
- Irlanda del Norte - Ulster Amateur MMA
- Israel - ISR Mixed Martial Arts
- Italia - Federazione Italiana Grappling Mixed Martial Arts Federation (FIGMMA)
- Kosovo - Federation Federata Arteve Mikse Marciale
- Letonia - Under Review
- Lituania - Lithuanian Mixed Martial Arts Federation
- Luxemburgo - Fédération Luxembourgeoise de MMA (FLMMA)
- Malta - Malta Mixed Martial Arts Association
- Moldavia - Moldovan MMA Federation
- Países Bajos - MMA Union Netherlands
- República Checa - Czech Association of MMA
- Noruega - Norwegian Mixed Martial Arts Federation
- Polonia - Stowarzyszenie MMA Polska
- Portugal - Federação Portugusea de Lutas Amadoras (FPLA) / Comissão Atlética Portuguesa de MMA (CAPMMA)
- Rumania - Romanian Kempo Mixed Martial Arts Federation (RKMMAF)
- Rusia - Russian MMA Union
- Serbia - Serbian MMA Federation
- Suecia - Swedish Mixed Martial Arts Federation
- Suiza - Federation Switzerland Mixed Martial Arts
- Turquía - Turkey Combat Mixed Martial Arts Sport Association
- Ucrania - MMA League of Ukraine

### Oceanía
- Australia - International Mixed Martial Arts Federation of Australia
- Polinesia Francesa - Wrestling Polynesian Federation & Associated Disciplines
- Nueva Zelanda - New Zealand Mixed Martial Arts Federation

## Expulsión de Rusia y Bielorrusia
Después de la llamada operación militar especial lanzada por el presidente ruso Vladímir Putin en febrero de 2022, la IMMAF suspendió las membresías de la Russian MMA Union y la Federation of Hand-to-Hand Fighting & MMA of Belarus de participar en todos los Campeonatos de la IMMAF y prohibió la organización de eventos de la IMMAF en Rusia y Bielorrusia.